# Eurylepta cornuta
Eurylepta cornuta är en plattmaskart som först beskrevs av O. F. Mueller 1776.  Eurylepta cornuta ingår i släktet Eurylepta och familjen Euryleptidae. Arten är reproducerande i Sverige. Inga underarter finns listade i Catalogue of Life.